# ون تزو یون

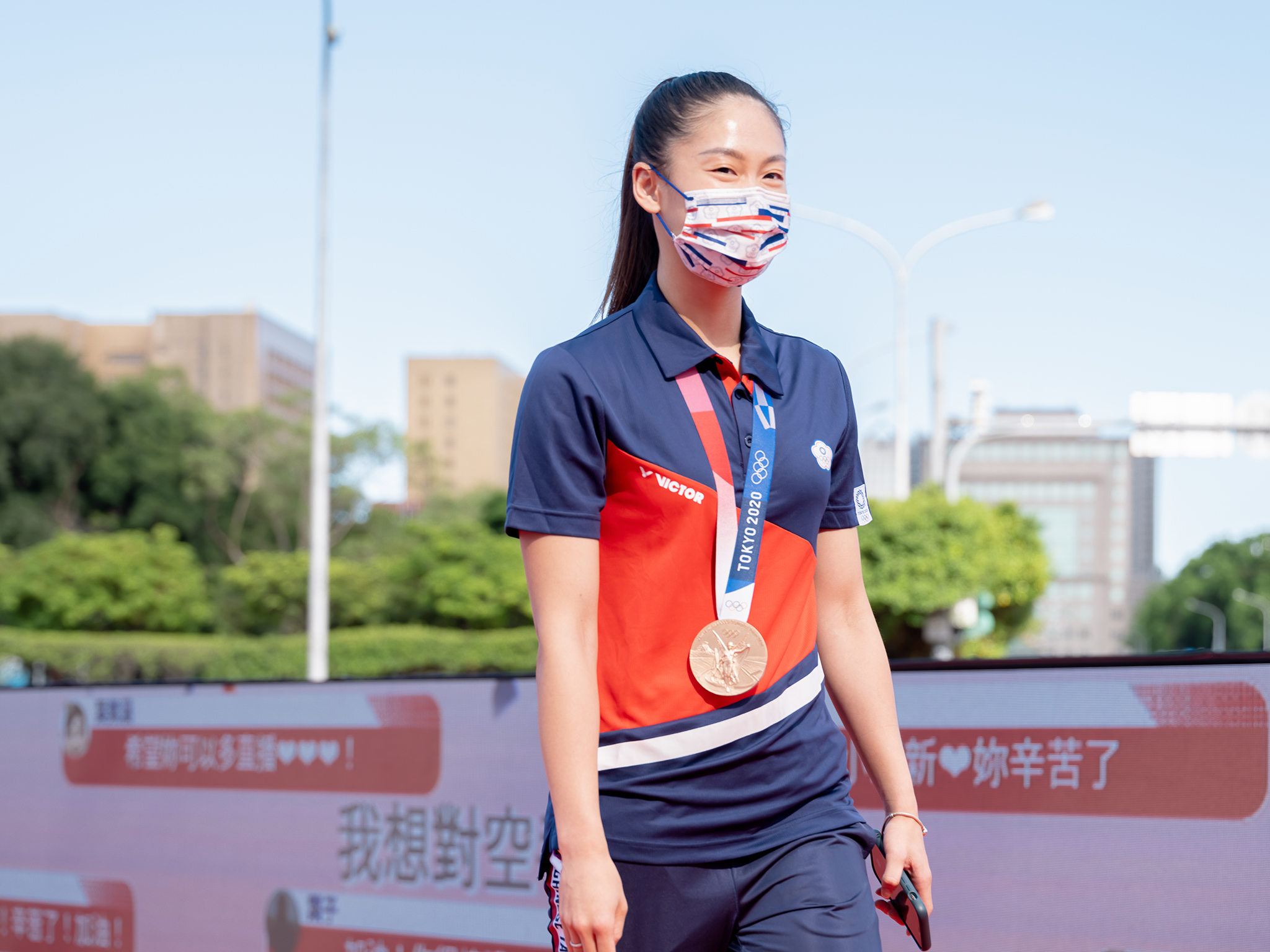
ون تزو یون در سال ۲۰۲۱

ون تزو یون (انگلیسی: Wen Tzu-yun؛ متولد ۲۹ سپتامبر ۱۹۹۳) کاراته‌کای تایوانی است. وی در بازی‌های آسیایی در مسابقات کومیته ۵۵ کیلوگرم زنان دو بار برنده مدال طلا شد. در مسابقات کاراته قهرمانی جهان در همین دسته دو بار صاحب مدال برنز شد. او هم در سال ۲۰۱۴ و هم در سال ۲۰۱۸ مدال طلا را در بازی‌های آسیایی به دست آورد. وی قرار است به عنوان نماینده چین تایپه در بازی‌های المپیک تابستانی ۲۰۲۰ توکیو، ژاپن در کاراته رقابت کند.
وی در مسابقات جهانی ۲۰۱۷ که در وروتسواو، لهستان برگزار شد، در کومیته ۵۵ کیلوگرم زنان مدال نقره را از آن خود کرد. در بازی نهایی، وی در برابر والریا کومیزاکی از برزیل شکست خورد.

## دستاوردها
| سال  | رقابت          | محل                | رتبه بندی | رویداد            |
| ---- | -------------- | ------------------ | --------- | ----------------- |
| ۲۰۱۴ | بازی‌های آسیایی | اینچئون، کره جنوبی | یکم       | کومیته ۵۵ کیلوگرم |
| ۲۰۱۶ | قهرمانی جهان   | لینتس، اتریش       | سوم       | کومیته ۵۵ کیلوگرم |
| ۲۰۱۷ | بازی‌های جهانی  | وروتسواو، لهستان   | دوم       | کومیته ۵۵ کیلوگرم |
| ۲۰۱۸ | بازی‌های آسیایی | جاکارتا، اندونزی   | یکم       | کومیته ۵۵ کیلوگرم |
| ۲۰۱۸ | قهرمانی جهان   | مادرید، اسپانیا    | سوم       | کومیته ۵۵ کیلوگرم |